# Hôtel Heuzé de Vologer
El hôtel Heuzé de Vologer u hôtel de Lambertye es una antigu hôtel particulier, ubicada en la Plaza Vendôme, al sur de la plaza y contiguo al Hôtel Thibert des Martrais  y al hotel Marquet de Bourgade  en el 1 distrito de París.
Construido en 1709, para el marqués Laurent-François Heuzé de Vologer, por el arquitecto Jacques V Gabriel, fue  propiedad de Nicolas Cuisy du Fey y luego de su nieto, el conde Nicolas Geoffroy de Villemain.
De 1842 a 1934, junto con el Hôtel Thibert des Martrais fue transformado en un establecimiento hotelero, el hotel amueblado del Rin, que acogió al futuro emperador Napoleón III, en 1848, como consecuencia de su elección como Presidente de la República.
Es hoy propiedad del grupo LVMH, lo que la convierte en escenario de una de sus marcas, la casa de Louis Vuitton.

## Historia
Fue construido en 1709, a petición del marqués Laurent-François Heuzé de Vologer, por el arquitecto Jacques V Gabriel. El marqués murió en 1747, y su hija mayor, la marquesa Louise-Françoise Vatboy du Metz de Ferrières, lo vendió en 1751 a Nicolas Cuisy du Fey, secretario del rey y sub-agricultor general de Soissons.
Pasó luego a su hija, Marie-Marguerite-Élisabeth, quien se casó con Antoine-Pierre Geoffroy de Vandières en 1744, luego a su hijo, el conde Nicolas Geoffroy de Villemain, quien se casó con Claire-Madeleine de Lambertye en 1770.
En 1749, parte fue alquilado al matrimonio Geoffroy Chalut de Vérin y Élisabeth Varanchan, parte que acabaron adquiriendo en 1751, y que volvió al redil del conde de Villemain en 1787, tras la muerte de Trawl de Cilindro.
El Conde compró el Hôtel Thibert des Martrais, un vecino, a su colega y amigo Jacques Paulze y deja a su esposa el disfrute de este otro, donde tuvo un salón, especialmente en compañía de su amante, el marqués François-Camille de Polignac, hasta su ejecución en 1794.
En 1802, el conde murió y vendió sus dos hoteles por testamento al comerciante belga Jacques-Lièvin Van Caneghem, cuya familia conservó la propiedad hasta 1842, cuando los dos edificios fueron adquiridos por la familia Prudhomme, que los transformó en establecimiento hotelero, el amueblado hotel del Rin.
En 1922, la familia Prudhomme vendió el establecimiento al empresario André Millon, propietario del Grand-Hôtel, el Meurice, el Édouard-VII y el Prince de Galles . En 1929, tras la caída de la bolsa, el muy debilitado grupo Millon se vio obligado a vender el establecimiento, tras su liquidación en 1934.
En la década de 1980, fue completamente desnaturalizado, todas las decoraciones originales fueron destruidas y reemplazadas por amplias salas convertidas en oficinas.
Pertenece desde 2011 al igual que el hotel Marquet de Bourgade  al grupo LVMH, que lo convirtió en escenario de su filial, Louis Vuitton.

## Protección
Está parcialmente clasificado como monumento histórico, por sus fachadas y cubiertas, por orden del3 avril 19333 de abril de 1933.